# Ubertino da Carrara
Ubertino da Carrara (Padua, begin 14e eeuw – aldaar, 29 maart 1345), bijgenaamd Ubertino de Jongere, was heer van Padua (1338-1345), een stadstaat in het Heilige Roomse Rijk. Tijdens Ubertino’s bestuur was Padua geruggensteund door de republiek Venetië, buurland van het Heilige Roomse Rijk. Het zeerijk Venetië was immers meer en meer geïnteresseerd in invloed in hun hinterland, het Noord-Italiaanse vasteland. 
Om Ubertino te onderscheiden van zijn oom Ubertino de Oudere, werd hij genoemd de Jongere, Ubertinello of ook Ubertino Novello. 

## Levensloop

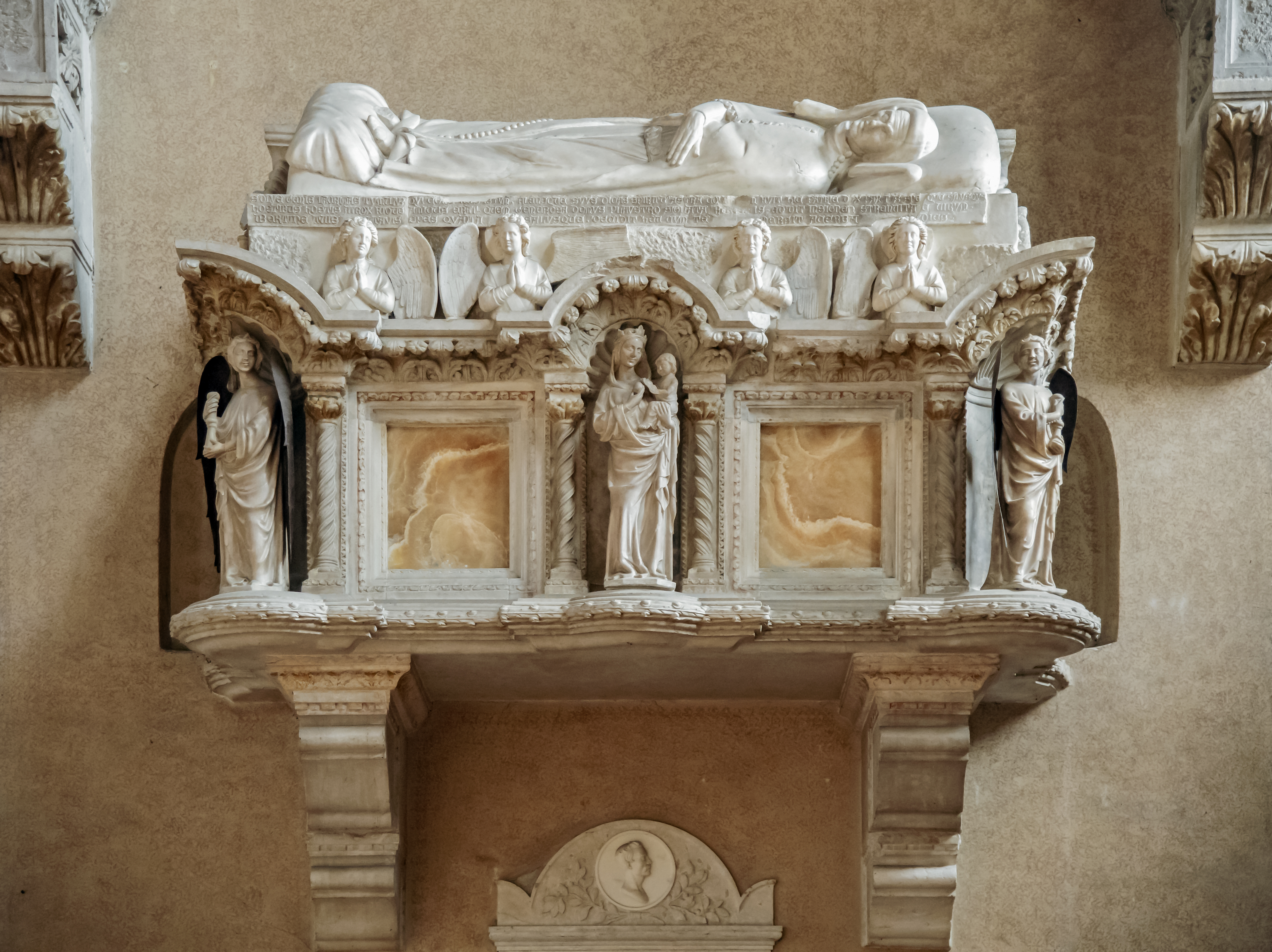
Sarcofaag van Ubertino da Carrara in de Chiesa degli Eremitani in Padua

### Voor zijn bestuur
Ubertino behoorde tot het Huis Carrara dat over Padua lange tijd regeerde in de loop van de 14e eeuw. Formeel waren de hertogen van Karinthië heerser over Padua doch Padua genoot een semi-autonome status.
In 1319 stond Ubertino aan het hoofd van een gezantschap om Bologna en Florence om hulp te vragen tegen de dreiging vanuit de stadstaat Verona, die bestuurd werd door het Huis della Scala. Jacopo I da Carrara, bijgenaamd de Grote, heer van Padua, had Ubertino met deze diplomatieke opdracht belast. Het gezantschap was geen succes want Bologna en Toscane weigerden Padua ter hulp te snellen. Door het falen van Ubertino zocht Jacopo I da Carrara dan maar steun bij Hendrik VI van Karinthië, de formele heerser. 
Ubertino’s neef Marsilio da Carrara werd heer van Padua in 1424.
Een jaar later, in 1325, doodde Ubertino de edelman Guglielmo Dente, een liefdesrivaal. De podestà van Padua, Pollione Beccadelli, stuurde Ubertino in ballingschap. Doch de familie Dente vond deze straf te licht. De familie Dente geholpen door de podestà plunderde als vergelding huizen van de familie Carrara. Ubertino keerde onmiddellijk uit ballingschap terug. Zijn militie doodde de podestà, verbrandde het verbanningsbevel (en een deel van het stadsarchief) en plunderde huizen van rechters.
Politiek gesproken steunde Ubertino stuurde zijn neef Marsilio over de hele lijn. Dit betekende pro-Verona vanaf 1328 en vanaf 1337 contra-Verona.

### Bestuur over Padua
In 1338 volgde Ubertino zijn overleden neef Marsilio op als heer van Padua, met instemming van de Venetianen. Padua was op dat moment een protectoraat geworden van de republiek Venetië. Ubertino liet zich onmiddellijk het burgerrecht van Venetië toekennen. Hij smeedde daarnaast een alliantie met Florence. De machtige heren van Verona uit het Huis della Scala voerden regelmatig oorlog met de republiek Venetië in een machtsstrijd om Noord-Italië. Ubertino werd ingeschakeld in hun veldtochten, zowel op het vasteland als in de Venetiaanse kolonie Kreta (1342). De alliantie met Florence liep uiteindelijk op de klippen door Ubertino’s militaire campagnes voor Venetië.
Met de Venetianen kon hij een gunstig handelspact sluiten. Ubertino liet wegen aanleggen, kanalen dreggen, oevers versterken en bruggen herstellen. Om de landbouw te stimuleren legde hij irrigatiekanalen aan. De stadsmuren werden versterkt en zijn paleis verfraaid. Sommige straten in Padua werden geplaveid. Hij stimuleerde de handel in wol en perkament. Tevens ondersteunde hij de uitbreiding van de universiteit van Padua.
De uitstekende relaties met Venetië werden in 1343 vertroebeld door de moord, in Venetië, op Lemizio Dente. Lemizio Dente was een broer van Guglielmo Dente, destijds vermoord door Ubertino. Alle verdenkingen gingen naar heer Ubertino in Padua. Toen Ubertino niet verscheen voor de rechtbank in Venetië op bevel van doge Andrea Dandolo, was deze laatste verbolgen. De rechtbank sprak Ubertino vrij van de moord doch de doge verbande Ubertino voor eeuwig uit de republiek. De doge werd achterdochtig toen Ubertino in Verona verscheen aan de zijde van Mastino della Scala, heer van Verona. Het broze machtsevenwicht tussen Verona en de doge van Venetië leek bedreigd. 
In 1345 overleed Ubertino da Carrara. Een achterneef volgde hem op als heer van Padua: Marsilietto Papafava da Carrara.
Ubertino’s graf stond in de Sant’Agostinokerk in Padua doch bij de afbraak van deze kerk in 1820 is het graf verlegd naar de Chiesa degli Eremitani.